# 1079

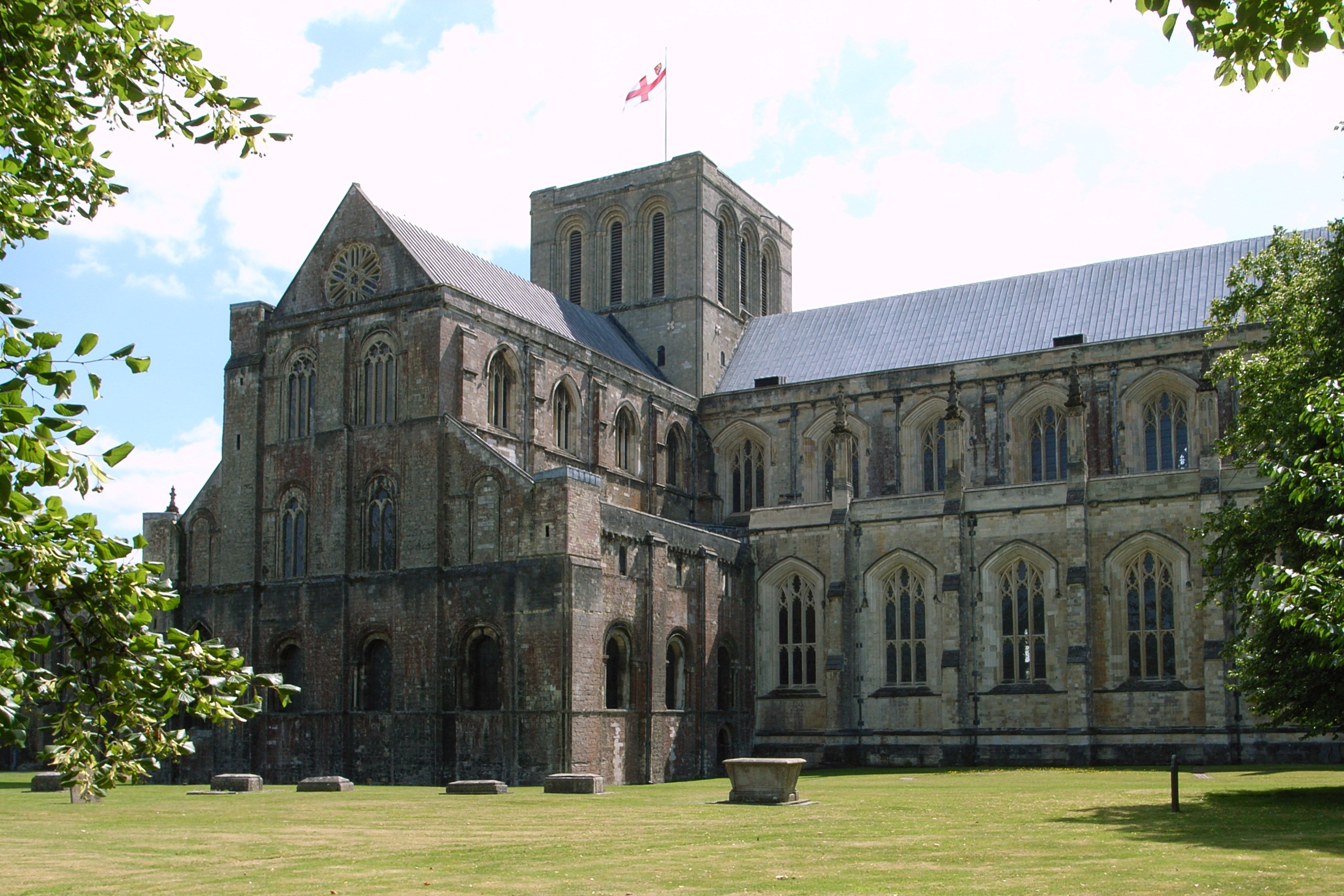
centrale deel van de kathedraal van Winchester, gebouwd 1079-1093

Het jaar 1079 is het 79e jaar in de 11e eeuw volgens de christelijke jaartelling.

## Gebeurtenissen
- Tegenkoning Rudolf van Rheinfelden laat zijn zoon Berthold hem opvolgen als hertog van Zwaben, maar koning Hendrik IV wijst Frederik van Büren als zodanig aan. Frederik wordt verloofd met Hendriks dochter Agnes.
- Tutush I, de broer van Malik Sjah I, wordt heerser over Damascus.
- De Byzantijnen heroveren Smyrna op de Seltsjoeken.
- Paus Gregorius VII doet 2 bullen uitgaan:
  - Libertas ecclesiae: de paus is niet onderworpen aan de keizer of enige wereldlijke macht
  - Antiqua sanctorum patrum (20 april): benoeming van bisschoppen door de koning van Frankrijk verworpen; Lyon wordt aartsbisdom in plaats van Sens
  - De beide bullen keren zich ook tegen overtreding van het celibaat, sodomie en simonie
- Slag bij Skyhill - Godred Crovan verovert Man op Fingal Godredson.
- Seborga wordt een prinsdom.
- Malik Sjah I voert de verbeterde kalender van Omar Khayyám in.
- De bouw van de huidige kathedraal van Winchester wordt begonnen.
- De abdij van Anchin wordt gesticht.
- Voor het eerst vermeld: Jesseren, Keerbergen, Lauria

## Opvolging
- Bourgondië - Hugo I opgevolgd door zijn broer Odo I
- aartsbisdom Keulen - Hildolf opgevolgd door Sigwin van Are
- Nevers - Willem I opgevolgd door zijn zoon Reinoud II
- Penthièvre - Odo I opgevolgd door zijn zoon Godfried I
- Polen - Bolesław II opgevolgd door zijn broer Wladislaus I
- aartsbisdom Rouen - Willem Bonne-Âme in opvolging van Jan II van Avranches
- Soissons - Adelheid opgevolgd door haar zoon Jan I
- Zwaben - Rudolf van Rheinfelden opgevolgd door Frederik I betwist door Berthold van Rheinfelden

## Geboren
- 8 augustus - Horikawa, keizer van Japan (1087-1107)
- Gampopa, Tibetaans boeddhistisch leraar
- Kilij Arslan I, sultan van Rum (1092-1107)
- Petrus Abaelardus, Frans theoloog en filosoof

## Overleden
- 7 januari - Odo I, graaf van Penthièvre (1035-1079)
- 8 januari - Adela van Mesen (~69), echtgenote van Richard III van Normandië en Boudewijn V van Vlaanderen
- 8 mei - Stanislaus (48), bisschop van Krakau (1072-1079)
- 12 september - Adelheid (~59), gravin van Soissons (1057-1079)
- Hildolf, aartsbisschop van Keulen (1076-1079)
- Al-Jayyani (~90), Andalusisch wiskundige